# Lannach
Lannach – gmina targowa w Austrii, w kraju związkowym Styria, w powiecie Deutschlandsberg. Według Austriackiego Urzędu Statystycznego liczyła 3375 mieszkańców (1 stycznia 2015).

## Współpraca
Miejscowości partnerskie:
- Alling, Niemcy
- Nimis, Włochy